# ديتو مونتيل
ديتو مونتيل (بالإنجليزية: Dito Montiel) (و. 1965  م) هو مخرج أفلام، وكاتب، وكاتب سيناريو، وموسيقي أمريكي، ولد في نيويورك، بدأ مشواره المهني سنة 1989.

## وصلات خارجية
- ديتو مونتيل على موقع IMDb (الإنجليزية)
- ديتو مونتيل على موقع روتن توميتوز (الإنجليزية)
- ديتو مونتيل على موقع ألو سيني (الفرنسية)
- ديتو مونتيل على موقع ميوزك برينز (الإنجليزية)
- ديتو مونتيل على موقع أول موفي (الإنجليزية)
- ديتو مونتيل على موقع قاعدة بيانات الأفلام السويدية (السويدية)
- ديتو مونتيل على موقع ديسكوغز (الإنجليزية)
- ديتو مونتيل على موقع قاعدة بيانات الفيلم (الإنجليزية)
- ديتو مونتيل على موقع كينوبويسك (الروسية)